# Маначин
Маначин (укр. Маначин) — село в Волочисском районе Хмельницкой области Украины. До 2015 года — центр сельсовета. С 2015 входит в состав Волочиской объединённой территориальной громады.
Население по переписи 2001 года составляло 780 человек. Почтовый индекс — 31242. Телефонный код — 3845. Занимает площадь 3,372 км². Код КОАТУУ — 6820984201.

## История
С июня 1941 в немецкой оккупации. Освобождено 21 марта 1944 года Советской армией.

## Местный совет
31242, Хмельницкая обл., Волочисский р-н, с. Маначин, ул. Ленина